# كلورات الأمونيوم
 كلورات أمونيوم  مركب كيميائي له الصيغة NH4ClO3 ، ويكون على شكل بلورات بيضاء .

## التحضير
يحضر من تفاعل تعديل حمض الكلوريك بالأمونيا.